# Сан-Пьетро-ин-Монторио
Сан-Пьетро-ин-Монторио (итал. San Pietro in Montorio — «Святой Пётр на золотой горе») — монастырь и титулярная церковь в Риме на склоне холма Яникул, по одной из версий, на месте распятия святого апостола Петра. Название объясняется игрой слов: (итал.  Monte D’Oro — Золотистая гора, по жёлто-золотистому цвету местных глин). Церковь Сан-Пьетро-ин-Монторио с 13 апреля 1587 является титулярной церковью. С 1 марта 2008 года кардиналом-священником церкви является американский кардинал Джеймс Фрэнсис Стэффорд.

## История

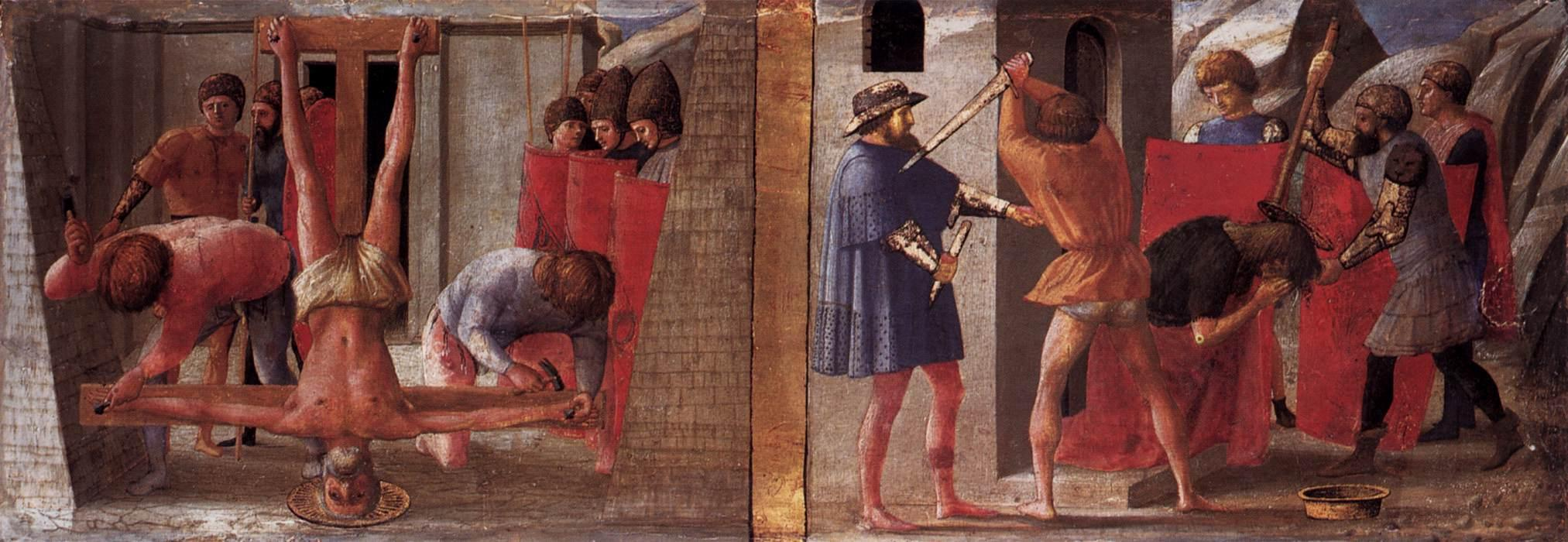
Мазаччо. Казнь Святого Апостола Петра. Пределла Пизанского алтаря. 1426. Дерево, темпера. Берлинская картинная галерея

Яникульский холм (итал. Gianicolo расположен в западной части города, в районе Трастевере, на правом берегу Тибра, южнее Ватикана. Церковь на этом месте, вероятно, находилась уже в IX веке. Но в то время Яникульский холм ещё не связывали с местом мученической казни Апостола Петра. Такая легенда появилась только в XV веке. Именно тогда католические короли Изабелла Кастильская и Фердинанд Арагонский, искавшие повода проявить благочестие в Риме, решили устроить на горе монастырь (convento).
Старый монастырь находился в ведении монахов ныне не существующей реформистской ветви францисканского ордена амадеитов, последователей блаженного Амадея да Силва Португальского, который с 1472 года был духовником Франсческо делла Ровере, бывшего генерала францисканского ордена, а с 1471 года Папы римского Сикста IV. Некоторые источники называют Амадея да Силва архитектором монастыря
В 1500 году завершённый комплекс построек монастыря освятил папа Александр VI Борджиа. На рубеже XVIII—XIX веков монастырь был втянут в бурные политические события, некоторое время использовался как госпиталь. В 1876 году, после объединения итальянских княжеств и создания в 1861 году единого Королевства Италия, королевский Савойский дом продал монастырский комплекс Испании. В настоящее время в постройках монастыря размещается Королевская испанская академия в Риме.

## Церковь

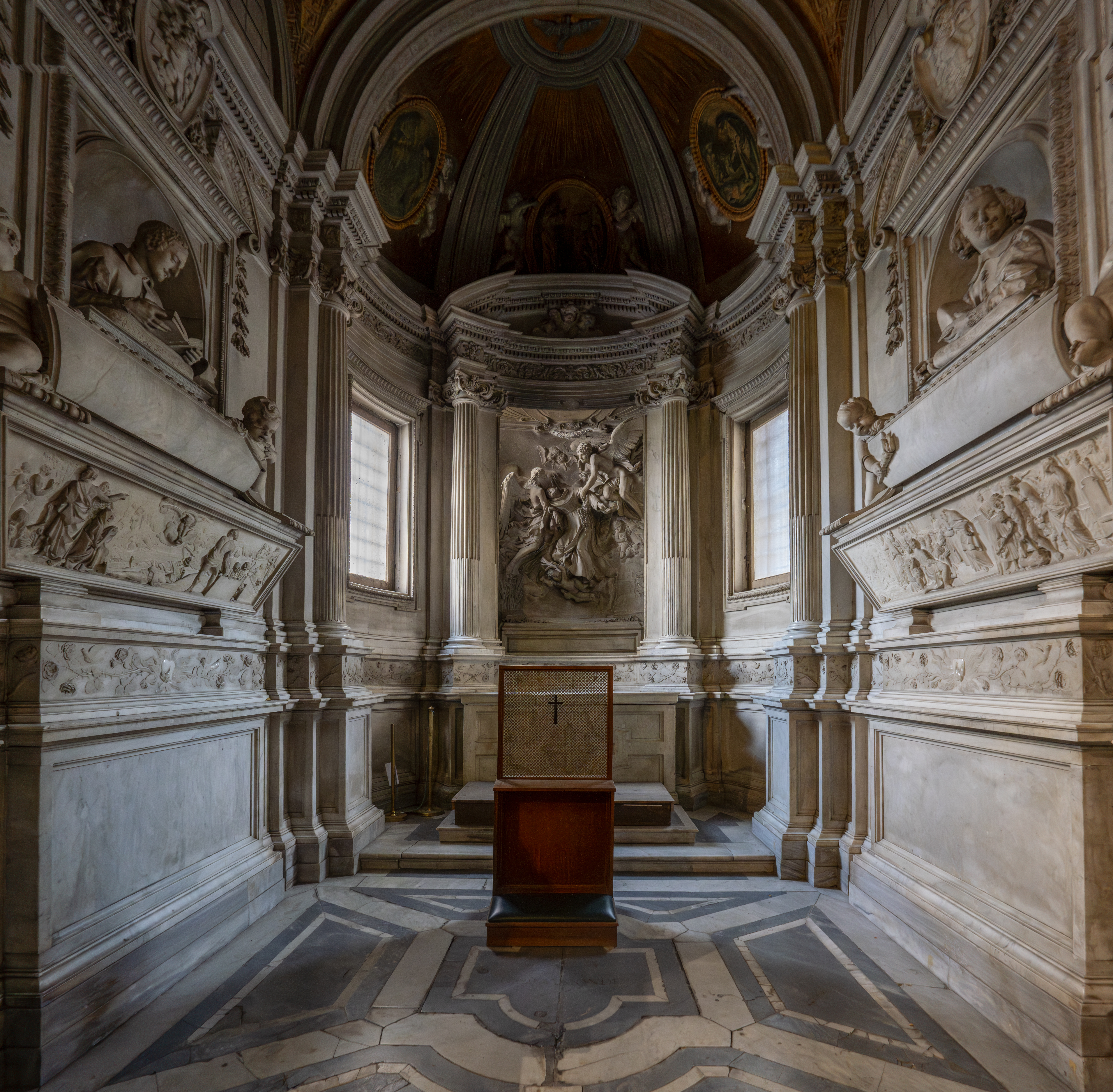
Франческо Баратта. Святой Франциск Ассизский, принимающий стигматы. 1642—1646

Церковь представляет собой аскетичную постройку с простым фасадом и одним нефом. Она выстроена из красного кирпича, а главный фасад облицован сероватым известняком. К входу ведут два симметричных лестничных марша. Фасад с треугольным фронтоном лишён декора, только в центре находится небольшое окно-роза.
До 1797 года в главном алтаре церкви Сан-Пьетро-ин-Монторио находилась картина «Преображение» Рафаэля Санти. В 1523 году незаконченную выдающимся художником картину поместили в этой церкви. Ныне она хранится в Пинакотеке Ватикана. В настоящее время на алтаре установлена копия картины «Распятие Святого Петра» Гвидо Рени, сделанная Винченцо Камуччини (оригинал также в Пинакотеке Ватикана).
Внутри церковь имеет девять капелл, расположенных по сторонам главного нефа. Они хранят многие выдающиеся произведения искусства итальянских художников XVI—XVII веков.
В первой капелле справа находятся фрески «Бичевание» и «Преображение» работы Себастьяно дель Пьомбо ((1516—1524; по сомнительной легенде ему помогал сам Микеланджело, но влияние последнего несомненно). Роспись плафона следующей капеллы принадлежит Бальдассаре Перуцци.
Возведением капеллы Раймонди (второй капеллы слева) руководил в 1640 году крупнейший архитектор итальянского барокко Джан Лоренцо Бернини. Скульптурный декор создавали Андреа Больджи и Никколо Сале. Скульптурный алтарь — горельеф на сюжет «Святой Франциск Ассизский, принимающий стигматы» (1642—1646) создан Франческо Бараттой Старшим — это лучшее произведение художника в Риме. В капелле похоронены Джироламо и Франческо Раймонди, отсюда название капеллы.
Вторую капеллу справа украшают фрески, созданные Бальдассаре Перуцци, — «Четыре христианские добродетели», «Коронование Девы», «Сивилла и добродетель». В капелле имеется фреска Никколо Чирчиньяни (1554), росписи эпохи Возрождения школы Пинтуриккьо, а также аллегорическая композиция, приписываемая Бальдассарре Перуцци.
Ученик Антониаццо Романо расписал третью капеллу фресками с изображением Мадонны с Младенцем и святой Анной.
В четвёртой капелле можно увидеть росписи «Крещение в Иордане» Даниеле да Вольтерры, произведение Джорджо Вазари, надгробия, созданные по проектам Бартоломео Амманати.
На своде пятой капеллы находится фреска Вазари «Обращение святого Павла». Алтарь приписывается Джулио Маццони, а надгробный памятник Папе Юлию III (Джованни Мария дель Монте) и Роберто Нобили — Бартоломео Амманати.
Капелла Пьеты расписана голландскими караваджистами Дирком ван Бабюреном и Давидом де Хеном.
В церкви имеются гробницы героев войны Ирландии за независимость: они бежали из Ирландии в 1607 году и умерли в Риме: Хью О’Нил и О’Нил, 2-й граф Тайрон, Рори О’Доннелл, 1-й граф Тирконнелл, его братья и другие. На местах захоронений имеются мраморные плиты с памятными надписями.

## «Маленький храм» Браманте

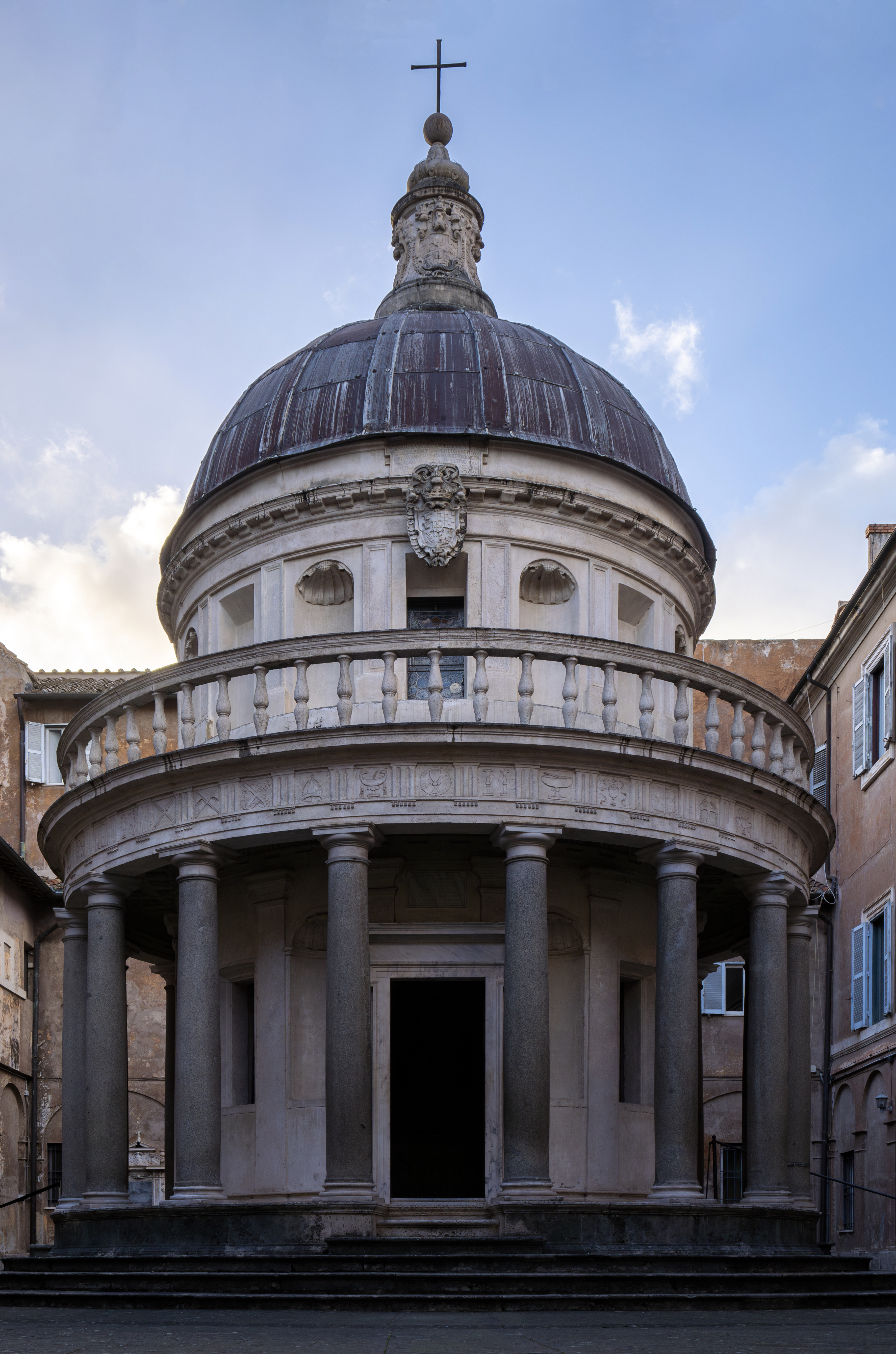
Темпьетто

«Маленький храм», или Темпьетто (итал. Tempietto — Маленький храм, храмик), — отдельно стоящая капелла-ротонда, построенная архитектором Донато Браманте во дворе (кьостро) монастырского комплекса Сан-Пьетро-ин-Монторио. Это была первая работа миланского архитектора после его прибытия в Рим в 1499 году.

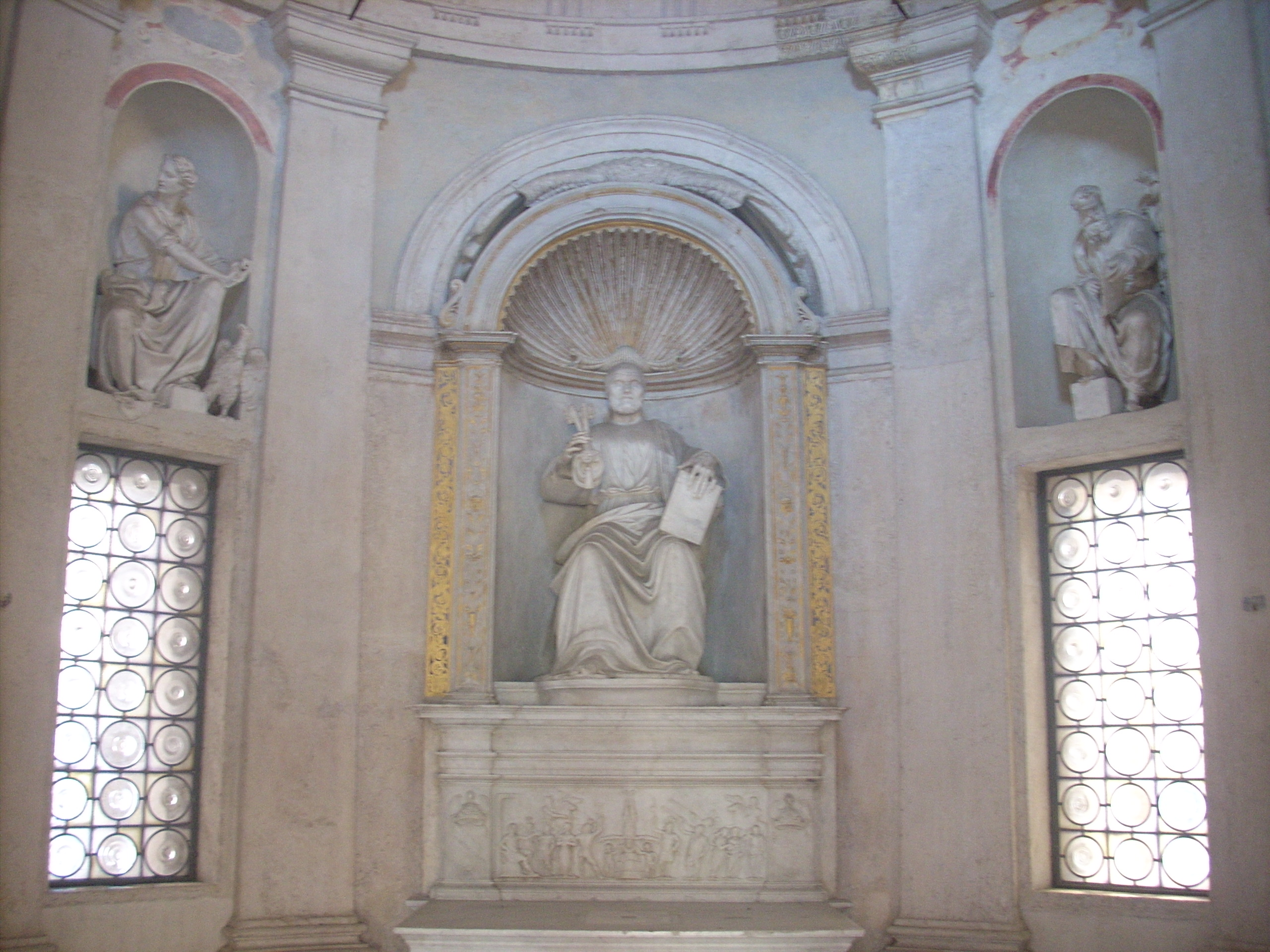
Алтарь Темпьетто

Темпьетто представляет собой ротонду на подиуме из трёх ступеней, окруженную шестнадцатью гранитными колоннами римско-дорического ордера, балюстрадой наверху и куполом (позднее купол был значительно изменён). Двор, по замыслу архитектора, также должен был представлять дорийскую колоннаду, строгую и величественную, и служить гипетральным храмом (храмом под открытым небом), а ротонда в центре должна была стать своеобразным алтарём. Полностью проект осуществить не удалось. Двор остался не перестроенным.
Тем не менее Темпьетто имеет значение важного архитектурного эксперимента — первого опыта центрической постройки в Риме, ставшей впоследствии основным композиционным типом отдельно стоящей церкви в архитектуре Римского классицизма начала XVI века, а также своеобразной моделью нового проекта собора Св. Петра в Ватикане, также разработанного Донате Браманте.
Предположительно, идею абсолютной симметрии и центрического плана Браманте обсуждал с Леонардо да Винчи во время их встреч в Милане. Несколько ранее идею центрического плана идеального города выдвинул флорентиец Антонио Аверлино, по прозванию Филарете в трактате «Сфорцинда» (около 1465 г.). Схожие идеи излагал живописец, архитектор и скульптор Франческо ди Джорджо Мартини (1439—1502) в «Трактате об архитектуре».
В интерьере Темпьетто находится статуя сидящего Св. Апостола Петра, а в крипте, по легенде, — частицы Св. Креста Распятия Петра. Купол изнутри расписан под синее небо со звёздами.

## Галерея

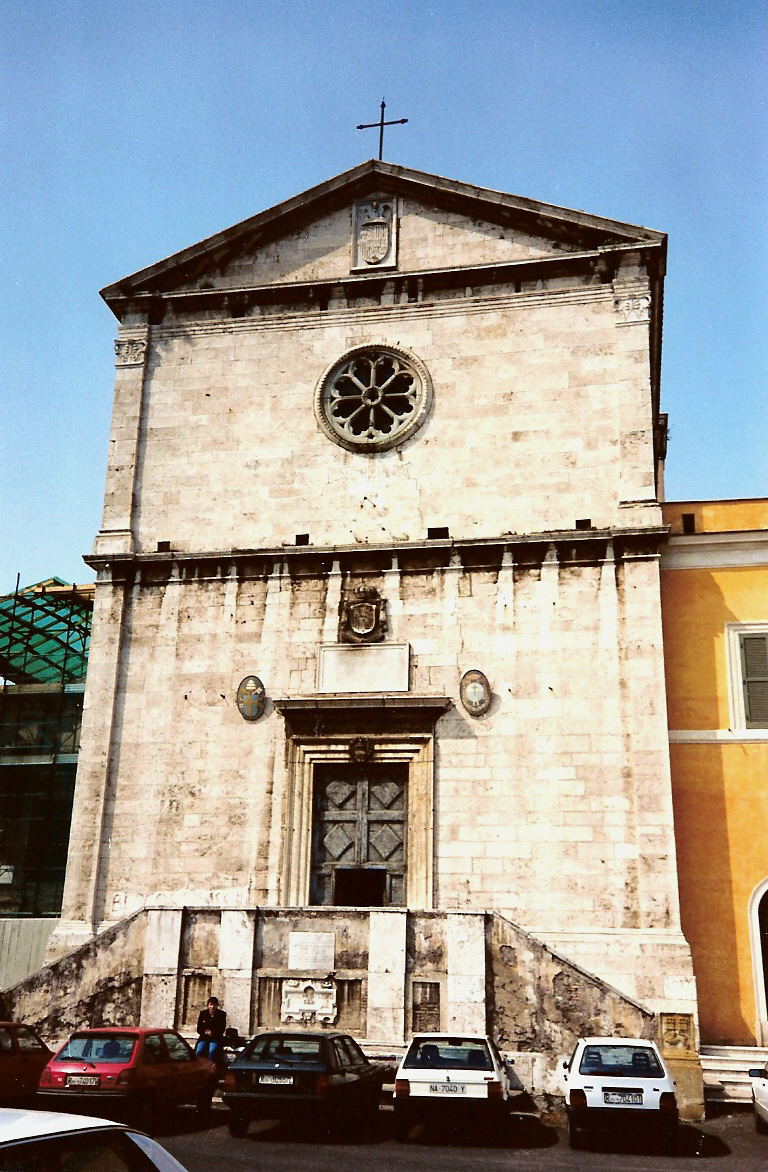
Главный фасад церкви
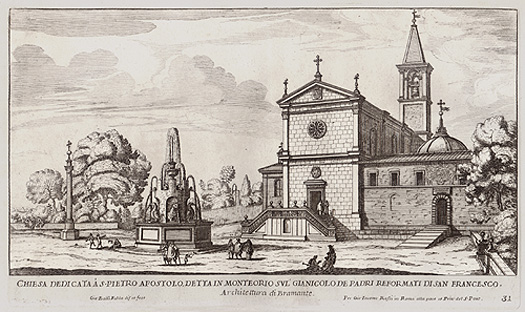
Монастырь Сан-Пьетро-ин-Монторио с ещё не разрушенной колокольней. Гравюра 1670 г.
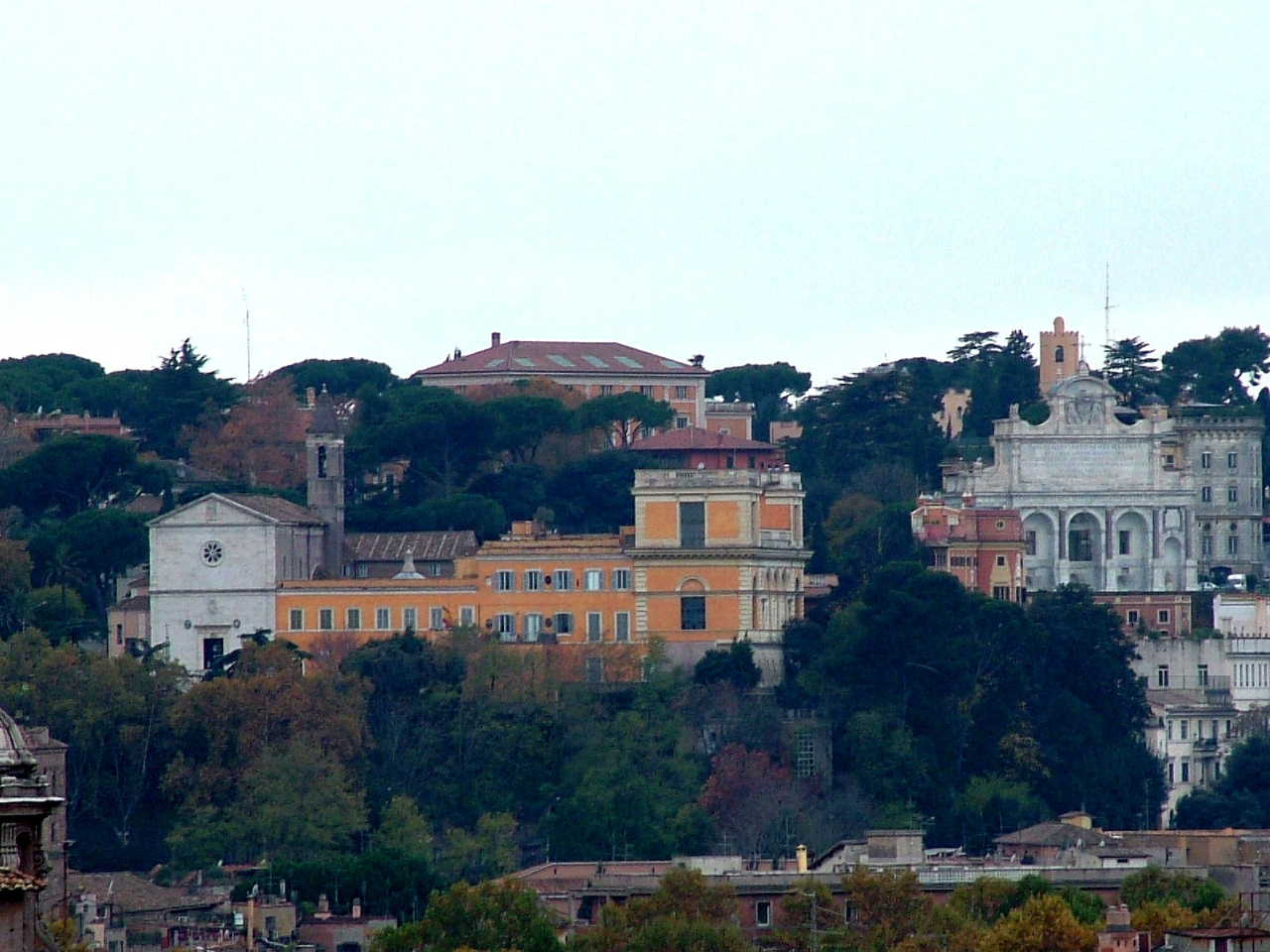
Склон Яникула, храмовый комплекс и фонтан Аква-Паола
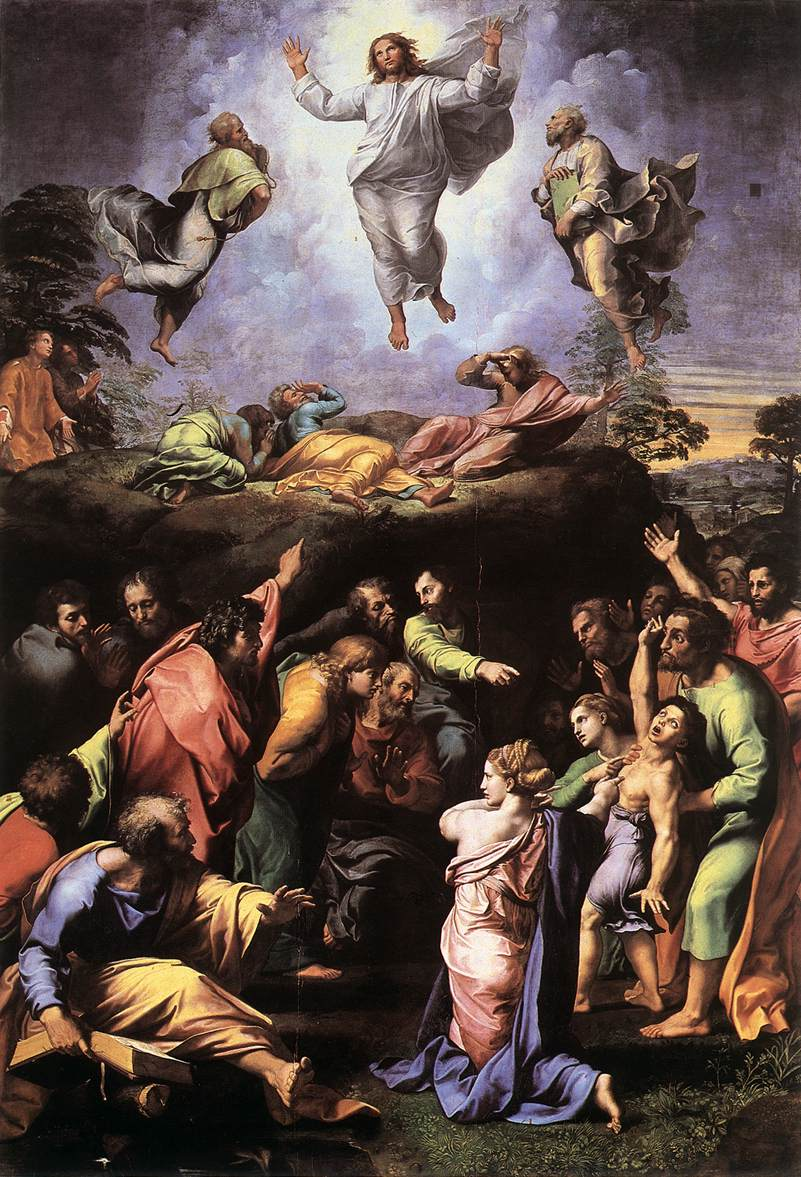
Рафаэль Санти. Преображение. 1516—1520. Дерево,темпера. Ватиканская пинакотека
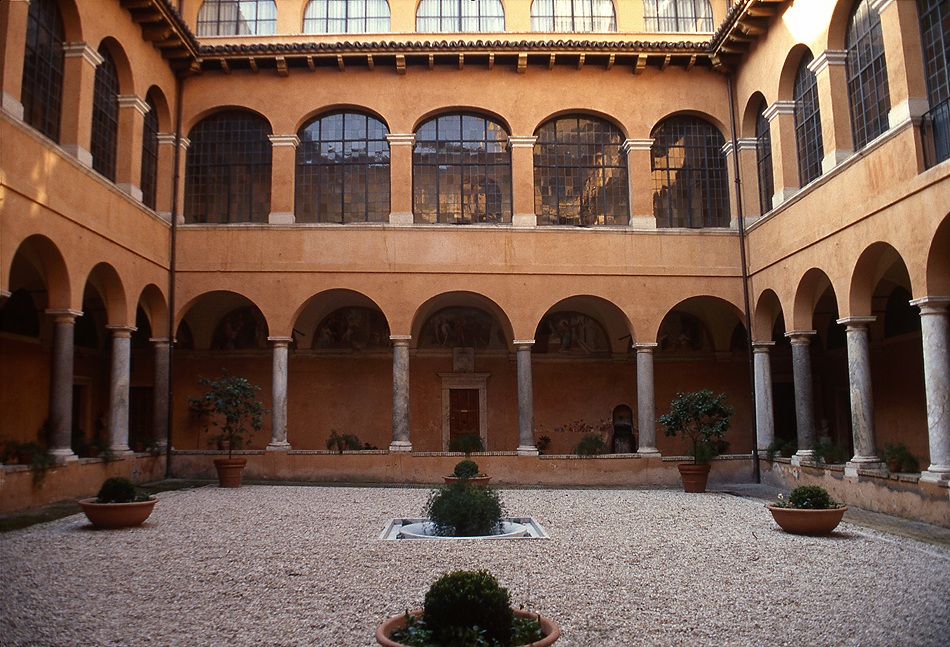
Дворик монастыря, где разместили Королевскую испанскую академию в Риме
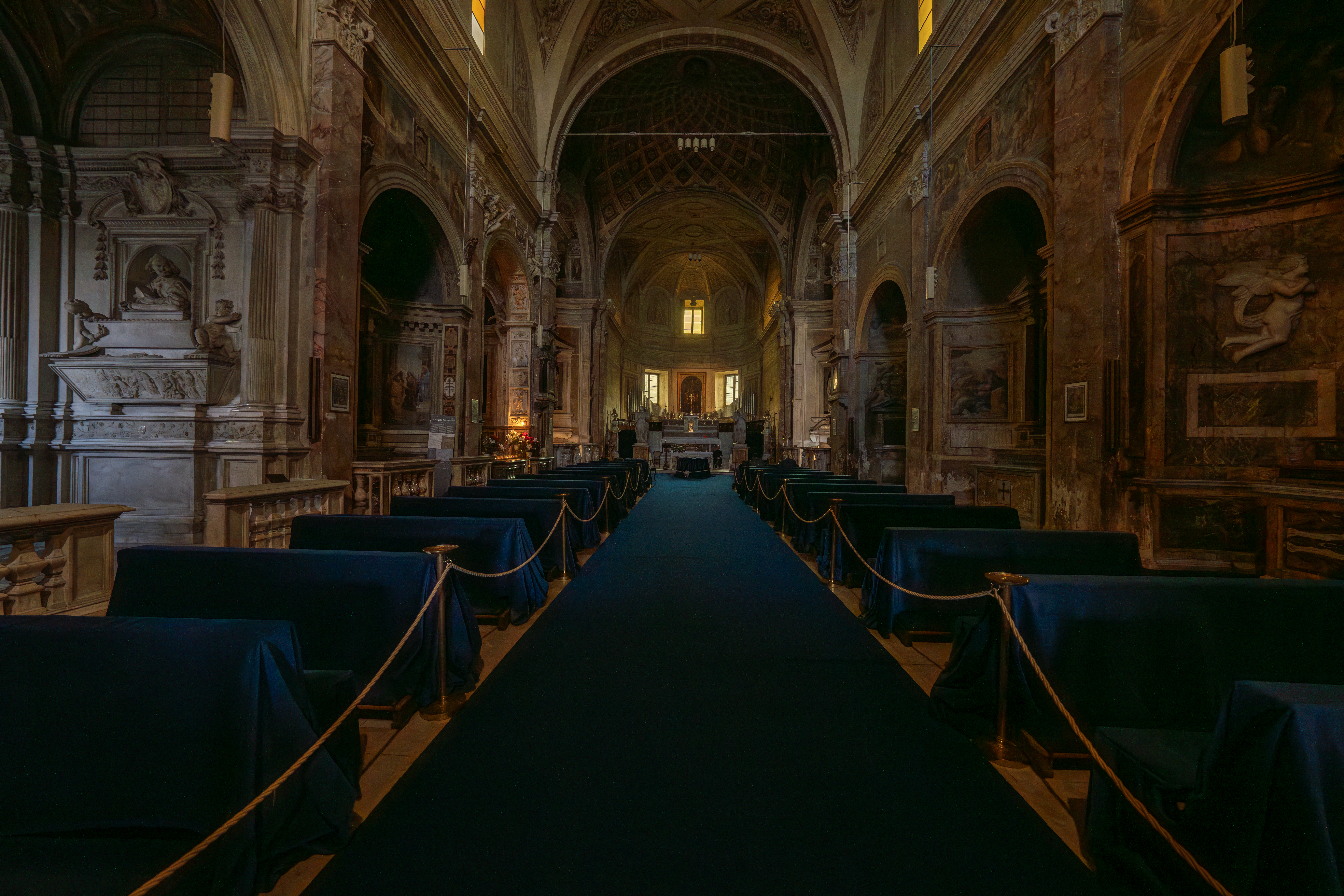
Неф и алтарь церкви